# Sophta hapalopis
Sophta hapalopis là một loài bướm đêm trong họ Noctuidae.